# Varvarica
Varvarica (macedónul: Варварица) település Észak-Macedóniában, a Délkeleti körzetben, a Vaszilevói járásban.

## Népesség
| Lakosok száma | 208  | 224  | 176  | 150  | 29   | 14   | 2    |      |
|               | 1948 | 1953 | 1961 | 1971 | 1981 | 1991 | 1994 | 2021 |

- 2002-ben 1 macedón nemzetiségű lakosa volt.